# AN/APG81
AN/APG-81 یک رادار آرایه اسکن الکترونیکی فعال باند ایکس است که توسط نورثروپ گرامن الکترونیک سیستمز که یک بخش تجاری از شرکت نورثروپ گرامن بود برای جنگنده‌های  لاکهید مارتین اف-۲۲ رپتور و لاکهید مارتین اف-۳۵ لایتنینگ ۲ طراحی و ساخته شده‌است. رادار در ۳ مدل تولید می‌شود و چهارمین مدل هم برای اف-۳۵سی قرار است استفاده شود.
این رادار در نتیجه یک برنامه رقابتی دولت ایالات متحده برای خریداری رادار آرایه فازی به دست آمد که در آن رقابت شرکت‌های وستینگ‌هاوس الکترونیک سیستمز (که در سال ۱۹۹۶ توسط شرکت نورثروپ گرامن خریداری شد)، شرکت هواپیماسازی هیوز، ریتیان تکنالوجیز و لاکهید مارتین برای برنامه جنگنده جوینت استریک دست به طراحی رادار زده بودند. همچنین این رادار جانشین رادار AN/APG-77 اف-۲۲ رپتور می‌باشد.